# Pseudomennis bipennis
Pseudomennis bipennis là một loài bướm đêm trong họ Geometridae.